# Ocotea rugosa
Ocotea rugosa är en lagerväxtart som beskrevs av H. van der Werff. Ocotea rugosa ingår i släktet Ocotea och familjen lagerväxter. Inga underarter finns listade i Catalogue of Life.